# Boxa als Jocs Europeus de 2015
Les proves de Boxa als Jocs Europeus de 2015 se celebraran entre el 16 i el 27 de juny al Crystall Hall. Per homes hi haurà deu categories, i per dones 5.

## Classificació
Cada comité olímpic nacional (CON) només podran tenir un participant per prova. La nació organitzadora a ser possible, sempre tindrà representació.

### Taula de classificació
| CON           | Masculí | Masculí | Masculí | Masculí | Masculí | Masculí | Masculí | Masculí | Masculí | Masculí | Femení | Femení | Femení | Femení | Femení | Total |
| CON           | 49      | 52      | 56      | 60      | 64      | 69      | 75      | 81      | 91      | 91+     | 51     | 54     | 60     | 64     | 75     | Total |
| ------------- | ------- | ------- | ------- | ------- | ------- | ------- | ------- | ------- | ------- | ------- | ------ | ------ | ------ | ------ | ------ | ----- |
| Azerbaidjan   | X       | X       | X       | X       | X       | X       | X       | X       | X       | X       | X      | X      | X      | X      | X      | 15    |
| Belarús       |         |         |         |         |         |         |         |         |         |         | X      |        |        |        | X      | 2     |
| Bulgària      |         |         |         |         |         |         |         |         |         |         | X      |        | X      |        |        | 2     |
| Croàcia       |         |         |         |         |         |         |         |         |         |         |        | X      |        |        |        | 1     |
| Dinamarca     |         |         |         |         |         |         |         |         |         |         |        |        |        | X      |        | 1     |
| Finlàndia     |         |         |         |         |         |         |         |         |         |         | X      | X      | X      |        |        | 3     |
| França        |         |         |         |         |         |         |         |         |         |         | X      | X      | X      | X      |        | 4     |
| Alemanya      | X       | X       | X       | X       | X       | X       | X       | X       | X       | X       | X      | X      | X      | X      | X      | 15    |
| Regne Unit    | X       | X       | X       | X       | X       | X       | X       | X       | X       | X       | X      | X      |        | X      | X      | 14    |
| Hongria       |         |         |         |         |         |         |         |         |         |         | X      |        |        | X      | X      | 3     |
| Irlanda       |         |         |         |         |         |         |         |         |         |         | X      | X      | X      |        |        | 3     |
| Israel        |         |         |         |         |         |         |         |         |         |         |        | X      |        | X      |        | 2     |
| Itàlia        |         |         |         |         |         |         |         |         |         |         | X      | X      | X      | X      | X      | 5     |
| Lituània      |         |         |         | X       | X       | X       | X       |         | X       | X       |        | X      |        |        |        | 7     |
| Moldàvia      |         |         |         |         |         |         |         |         |         |         |        |        | X      |        |        | 1     |
| Països Baixos |         |         |         |         |         |         |         |         |         |         |        |        |        |        | X      | 1     |
| Noruega       |         |         |         |         |         |         |         |         |         |         |        | X      |        | X      |        | 2     |
| Polònia       |         |         |         |         |         |         |         |         |         |         | X      | X      | X      | X      | X      | 5     |
| Romania       |         |         |         |         |         |         |         |         |         |         | X      |        | X      | X      | X      | 4     |
| Rússia        |         |         |         |         |         |         |         |         |         |         | X      | X      | X      | X      | X      | 5     |
| Sèrbia        |         |         |         |         |         |         |         |         |         |         |        |        | X      | X      |        | 2     |
| Espanya       |         |         |         |         |         |         |         |         |         |         | X      | X      | X      |        |        | 3     |
| Suècia        |         |         |         |         |         |         |         |         |         |         |        |        | X      |        | X      | 2     |
| Suïssa        |         |         |         |         |         |         |         |         |         |         |        |        | X      | X      |        | 2     |
| Turquia       |         |         |         |         |         |         |         |         |         |         | X      | X      |        |        | X      | 3     |
| Ucraïna       |         |         |         |         |         |         |         |         |         |         | X      |        |        | X      | X      | 3     |
| 25 CONs       | 1       | 1       | 1       | 1       | 1       | 1       | 1       | 1       | 1       | 1       | 15     | 15     | 15     | 15     | 13     | 83    |

## Medallistes

### Masculí
| Event  | Or                                  | Plata                          | Bronze                                                   |
| 49 kg  | Rússia · Bator Sagaluev             | Irlanda · Brendan Irvine       | Turquia · Muhammet Ünlü · Ucraïna · Dmytro Zamotayev     |
| 52 kg  | Azerbaidjan · Elvin Mamishzada      | Itàlia · Vincenzo Picardi      | Alemanya · Hamza Touba · Eslovàquia · Viliam Tanko       |
| 56 kg  | Rússia · Bakhtovar Nazirov          | Belarús · Dzmitry Asanau       | Azerbaidjan · Tayfur Aliyev · Regne Unit · Qais Ashfaq   |
| 60 kg  | Azerbaidjan · Albert Selimov        | França · Sofiane Oumiha        | Irlanda · Sean McComb · Polònia · Mateusz Polski         |
| 64 kg  | Azerbaidjan · Collazo Sotomayor     | Itàlia · Vincenzo Mangiacapre  | Alemanya · Kastriot Sopa · Ucraïna · Viktor Petrov       |
| 69 kg  | Azerbaidjan · Parviz Baghirov       | Rússia · Alexander Besputin    | Regne Unit · Josh Kelly · Ucraïna · Yaroslav Samofalov   |
| 75 kg  | Irlanda · Michael O'Reilly          | Azerbaidjan · Xaybula Musalov  | Hongria · Zoltan Harcsa · Rússia · Maxim Koptyakov       |
| 81 kg  | Azerbaidjan · Teymur Mammadov       | Itàlia · Valentino Manfredonia | Rússia · Pavel Silyagin · Ucraïna · Oleksandr Khyzhniak  |
| 91 kg  | Azerbaidjan · Abdulkadir Abdullayev | Ucraïna · Gevorg Manukian      | Croàcia · Josip Bepo Filipi · Rússia · Sadam Magomedov   |
| +91 kg | Regne Unit · Joe Joyce              | Rússia · Gasan Gimbatov        | Azerbaidjan · Mahammadrasul Majidov · França · Tony Yoka |

### Femení
| Event | Or                              | Plata                      | Bronze                                                    |
| 51 kg | Regne Unit · Nicola Adams       | Polònia · Sandra Drabik    | Rússia · Saiana Sagataeva · Turquia · Elif Coşkun         |
| 54 kg | Rússia · Elena Saveleva         | Itàlia · Marzia Davide     | Azerbaidjan · Anna Alimardanova · Alemanya · Azize Nimani |
| 60 kg | Irlanda · Katie Taylor          | França · Estelle Mossely   | Azerbaidjan · Yana Alekseevna · Alemanya · Tasheena Bugar |
| 64 kg | Rússia · Anastasiia Beliakova   | Itàlia · Valentina Alberti | Regne Unit · Sandy Ryan · Polònia · Aneta Rygielska       |
| 75 kg | Països Baixos · Nouchka Fontijn | Suècia · Anna Laurell Nash | Alemanya · Sarah Scheurich · Polònia · Lidia Fidura       |